# 2019년 11월 죽음
다음은 2019년 11월에 사망한 저명한 인물 목록이다.
- 11월 1일 - 대한민국의 싱어송라이터 함중아
- 11월 2일 - 프랑스의 영화배우 마리 라포레트
- 11월 3일 - 대한민국의 국회의원 전정구
- 11월 6일 - 대한민국의 국회의원 채영철
- 11월 8일 - 대한민국의 정치인 김무연
- 11월 9일 - 대한민국의 신부 박홍
- 11월 12일
  - 대한민국의 작곡가 손석우
  - 대한민국의 신부 차동엽
  - 일본의 축구선수 다구치 미쓰히사
- 11월 15일 - 미국의 육상선수 해리슨 딜러드
- 11월 19일 - 대한민국의 군인 강기천
- 11월 23일 - 대한민국의 야구선수 김성훈
- 11월 24일 - 대한민국의 가수 구하라
- 11월 26일
  - 대한민국의 기초의회의원 윤광준
  - 스위스의 축구감독 야코프 쿤
- 11월 27일
  - 대한민국의 철학자 김재권
  - 타이완의 영화배우 고이상
- 11월 28일 - 네덜란드의 축구감독 핌 베어벡
- 11월 29일
  - 일본의 정치인 나카소네 야스히로
  - 일본의 성우 이노우에 마키오
- 11월 30일 - 라트비아의 지휘자 마리스 얀손스